# احمد یکم ادریسی
ابوالعیش احمد بن القاسم کنون دوازدهمین فرمانروای مراکش از دودمان ادریسی بود. او پس از درگذشت پدرش قاسم یکم در سال ۹۴۸ بر تخت نشست و تا سال ۹۵۴ که هنگام وفاتش بود، بر مراکش حکم می‌راند. پس از او، برادرش حسن بر تخت نشست.